# Veduta di Toledo
Veduta di Toledo è un dipinto a olio su tela (121x106 cm) realizzato nel 1610 circa dal pittore El Greco e conservato nel Metropolitan Museum of Art di New York.
Il quadro raffigura la città di Toledo e sulla sinistra si riconosce il Castello di San Servando, mentre gli edifici immediatamente sotto non sembrerebbero essere reali.
Sulla destra si vede il palazzo dell'Alcázar e la cattedrale con il suo campanile; al centro scorre il Tago, attraversato dal Puente de Alcántara.
È uno dei primi esempi di pittura paesaggistica in Occidente nel quale non sono presenti figure umane.